# Fraates V
Fraates V, död efter 4 e.Kr., var en kung av Partherriket 2 f.Kr. – 4 e.Kr.. Han tillhörde arsakidernas dynasti. 